# Бельфонт (Делавер)
Бельфонт (англ. Bellefonte) — місто (англ. town) в окрузі Нью-Касл штату Делавер США. Населення — 1193 особи (2010).

## Географія
Бельфонт розташований за координатами 39°46′1″ пн. ш. 75°29′53″ зх. д. / 39.76694° пн. ш. 75.49806° зх. д. (39.766892, -75.498163).  За даними Бюро перепису населення США в 2010 році місто мало площу 0,46 км², уся площа — суходіл.

## Демографія
Згідно з переписом 2010 року, у місті мешкали 1193 особи в 523 домогосподарствах у складі 310 родин. Густота населення становила 2599 осіб/км².  Було 560 помешкань (1220/км²).
Расовий склад населення:
| - 90,8 % — білих - 6,3 % — чорних або афроамериканців - 1,2 % — азіатів - 0,2 % — корінних американців - 0,1 % — вихідців з тихоокеанських островів - 0,2 % — осіб інших рас |

До двох чи більше рас належало 1,3 %. Частка іспаномовних становила 2,8 % від усіх жителів.
За віковим діапазоном населення розподілялося таким чином: 19,5 % — особи молодші 18 років, 69,0 % — особи у віці 18—64 років, 11,5 % — особи у віці 65 років та старші. Медіана віку мешканця становила 40,7 року. На 100 осіб жіночої статі у місті припадало 91,8 чоловіків;  на 100 жінок у віці від 18 років та старших — 91,2 чоловіків також старших 18 років.
Середній дохід на одне домашнє господарство  становив 76 331 долар США (медіана — 70 917), а середній дохід на одну сім'ю — 94 248 доларів (медіана — 93 000). За межею бідності перебувало 6,0 % осіб, у тому числі 2,3 % дітей у віці до 18 років та 10,9 % осіб у віці 65 років та старших.
Цивільне працевлаштоване населення становило 776 осіб. Основні галузі зайнятості: освіта, охорона здоров'я та соціальна допомога — 21,6 %, мистецтво, розваги та відпочинок — 15,1 %, фінанси, страхування та нерухомість — 11,2 %, науковці, спеціалісти, менеджери — 11,0 %.